# 国民5万人がガチ投票! テレビゲーム総選挙
『国民5万人がガチ投票!テレビゲーム総選挙』（こくみん5まんにんがガチとうひょう テレビゲームそうせんきょ）は、2021年12月27日にテレビ朝日系列で放送された、ゲームソフトを題材とした投票企画バラエティ番組。

## 概要
『お願い!ランキング』の『○○総選挙』のひとつとして企画された特別番組で、2021年10月28日に番組公式ホームページで投票受付が開始された。最終的に5万人からの投票が寄せられ、番組内では任天堂の宮本茂や、『ドラゴンクエストシリーズ』の生みの親・堀井雄二などの著名なゲームクリエイターや、中川翔子、ケンドーコバヤシなどのゲーム好きの芸能人がVTR出演した。
投票の対象となったゲームタイトルは3万本以上。

## 出演者
- 番組MC：爆笑問題（太田光、田中裕二）、ウエンツ瑛士
- スペシャルプレゼンター：沢村一樹
- ゲスト：浅利陽介、有野晋哉（よゐこ）、伊集院光、入江聖奈、大橋和也（なにわ男子）、賀喜遥香（乃木坂46）、田中卓志（アンガールズ）
- ナレーション：立木文彦、梶裕貴、小松未可子、種﨑敦美

## 集計方法
対象となるゲームソフトは、ゲーム機で発売されたタイトルで、スマートフォン等で配信されているアプリや、PCのみのオンラインゲームなどは対象外となっている。
シリーズ作品は、詳細タイトルまで記載がないと無効扱いとなり、同様の理由でシリーズ作品の第一作目は、ソフト名の後に「1」と明記する必要がある。そのため、シリーズ全体への投票はできない。投票は、番組公式HPで行われ、『あなたが好きなテレビゲームは何ですか？』という問いに、ベスト5で記入する形式であった。1位が10pt、2位が7pt、3位が5pt、4位が3pt、5位が1ptとして集計される。
プロデューサーの北村麻美は、ランキングの集計方法について「年代によって偏りが起きないよう、世代別のランキングを出し、そのランキングにポイントを付けて全体のランキングにしました。年代も平等となるランキング集計にしております」と語っている。
投票は年齢と性別を集計し、番組内では一部のゲームタイトルで、10代から50代までの年代別、男女別グラフが明かされている。例として、『大乱闘スマッシュブラザーズ SPECIAL』は10代・20代男性の順位は1位だったが、全体のランキングでは7位となっている。

## 投票結果
- 「発売元」「主なハード機」の項は番組内での表記。
- 表中の凡例は以下の通り。
- FC=ファミリーコンピュータ、SFC=スーパーファミコン、N64=NINTENDO 64、Switch=Nintendo Switch、GB=ゲームボーイ、GBC=ゲームボーイカラー、GBA=ゲームボーイアドバンス、DS=ニンテンドーDS、3DS=ニンテンドー3DS、PS=PlayStation、PS2=PlayStation 2、PS3=PlayStation 3、PS4=PlayStation 4

### 1位 - 20位
| 順位 | タイトル                                | 発売元                 | 発売年 | 主なハード機 | VTR出演                                      | ポイント |
| ---- | --------------------------------------- | ---------------------- | ------ | ------------ | -------------------------------------------- | -------- |
| 1    | ゼルダの伝説 ブレス オブ ザ ワイルド    | 任天堂                 | 2017年 | Switch       | 宮本茂（任天堂）、水木一郎                   | 74000pt  |
| 2    | ドラゴンクエストV 天空の花嫁            | スクウェア・エニックス | 1992年 | SFC          | 中川翔子、ケンドーコバヤシ、堀井雄二         | 55250pt  |
| 3    | ファイナルファンタジーVII               | スクウェア・エニックス | 1997年 | PS           | 中川翔子、北瀬佳範（スクウェア・エニックス） | 50501pt  |
| 4    | あつまれ どうぶつの森                   | 任天堂                 | 2020年 | Switch       |                                              | 39960pt  |
| 5    | スプラトゥーン2                         | 任天堂                 | 2017年 | Switch       | すゑひろがりず                               | 35550pt  |
| 6    | ドラゴンクエストIII そして伝説へ…       | スクウェア・エニックス | 1988年 | FC           | ケンドーコバヤシ                             | 33905pt  |
| 7    | 大乱闘スマッシュブラザーズ SPECIAL      | 任天堂                 | 2018年 | Switch       |                                              | 26602pt  |
| 8    | クロノ・トリガー                        | スクウェア・エニックス | 1995年 | SFC          |                                              | 26006pt  |
| 9    | ファイナルファンタジーX                 | スクウェア・エニックス | 2001年 | PS2          | 森田成一                                     | 23001pt  |
| 10   | スーパーマリオブラザーズ3               | 任天堂                 | 1988年 | FC           |                                              | 22256pt  |
| 11   | ポケットモンスター ダイヤモンド・パール | 株式会社ポケモン       | 2006年 | DS           |                                              | 16655pt  |
| 12   | スーパーマリオカート                    | 任天堂                 | 1992年 | SFC          | フジタ                                       | 14756pt  |
| 13   | UNDERTALE                               | ハチノヨン             | 2017年 | Switch       | 宮下兼史鷹（宮下草薙）                       | 14010pt  |
| 14   | ポケットモンスター ソード・シールド     | 株式会社ポケモン       | 2019年 | Switch       |                                              | 10401pt  |
| 15   | ドラゴンクエストIV 導かれし者たち       | スクウェア・エニックス | 1990年 | FC           | ケンドーコバヤシ                             | 9706pt   |
| 16   | キングダム ハーツII                     | スクウェア・エニックス | 2005年 | PS2          |                                              | 9316pt   |
| 17   | ゼルダの伝説 時のオカリナ               | 任天堂                 | 1998年 | N64          | 宮本茂（任天堂）                             | 9261pt   |
| 18   | メタルギアソリッド3                     | KONAMI                 | 2004年 | PS2          |                                              | 8651pt   |
| 19   | 幻想水滸伝II                            | KONAMI                 | 1998年 | PS           |                                              | 8401pt   |
| 20   | Minecraft                               | Mojang Studios         | 2011年 | Switch       | タツナミシュウイチ                           | 8059pt   |

## 反響
番組放送中はツイッターで「＃テレビゲーム総選挙」が長時間にわたってトレンド1位となり、「ドラクエ5」など複数のゲーム名がトレンド入りするなど、大きな盛り上がりを見せた。
番組放送後の2021年12月28日、任天堂の宮本茂は本番組での任天堂タイトルへの応援について、任天堂公式Twitterにて感謝を述べた。

## スタッフ
- 統括：奥川晃弘
- 構成：鈴木おさむ、樋口卓治、小杉四駆郎、デーブ八坂、岐部昌幸、羽柴拓、山口広太、梅田道人、秋葉高彰、野口悠介
- TM：高田格
- TD／SW：時田将光
- CAM：掛橋翔太
- 照明：越前充弘
- 音声：猪俣晃
- VE：駒井譲
- PA：宇都宮晋也
- 美術：小山晃弘
- デザイン：小柳千尋
- 美術進行：吉村純子（テレビ朝日クリエイト）
- 大道具：作田慎之介
- モニター：松岡徹
- 電飾：福島慎
- 装飾：島田祥子
- メイク：川口カツラ店
- スタイリスト：植田雅恵
- EED：奈良直樹
- MA：大江拓也
- 音効：矢部公英
- TK：高橋由佳
- 編成：柳井寛史、小宮立千
- 宣伝：山口萌
- デスク：石田涼子
- 技術協力：テレビ朝日サービス、ロッコウ・プロモーション、TSP
- 写真協力：アフロ、ゲッティ
- 衣装協力：FAIRFAX、ZUCCA、Paul Stuart
- 制作協力：UNITED PRODUCTIONS、東通企画
- 制作スタッフ：高野裕基、手塚達也、松岡薫野、清野舞、曽我益千子、山口玲雄、田中友浩、金輝容、安里郁乃、鈴木麻理恵、村野哲史、阿部拓弥、田村美咲、濱田拓朗、山下恵
- ディレクター：石永游、小名大輝、吹田雅信、根ヶ山高弘、小川真紀、山本結城、真木大輔、庄司金之助、藤尾圭祐、安達憲一、川島圭太、渡大空、樋口元明
- チーフディレクター：大岩タカユキ
- 演出：木津優
- アシスタントプロデューサー：菊地裕衣子、鈴木園子、小嶋悠介、梶原亜季、加藤卓也、木村日和
- プロデューサー：北村麻美、大沢解都、三井保夫（東通企画）、大橋豪（UNITED PRODUCTIONS）
- ゼネラルプロデューサー：樋口圭介
- 制作著作：テレビ朝日